# Procuratore del Santo Sepolcro
Il titolo di Procuratore (o Difensore) del Santo Sepolcro, in latino Advocatus Sancti Sepulchri fu l’unico titolo accettato dal duca della Bassa Lorena Goffredo di Buglione allorquando gli venne offerto il trono di Gerusalemme, all’indomani dell'assedio della città nel 1099 da parte dei crociati, perché non volle cingere una corona d’oro là dove il Cristo aveva portato una corona di spine.
Alla sua morte, il suo successore e fratello, Baldovino I non si accontentò del titolo di Procuratore del Santo Sepolcro e scelse di intitolarsi Re di Gerusalemme.